# Jairo Lambari Fernandes
Jairo Lambari Fernandes (Cacequi, 13 de julho de 1967) é um cantor de música nativista brasileiro.

## Biografia
Músico de longa trajetória, em sua juventude foi peão de estância, e iniciou sua projeção artística em 1994 participando da 14ª Tertúlia Nativista, em Santa Maria. Foi vencedor em várias ocasiões do Festival Nativista Ponche Verde da Canção Gaúcha, de Dom Pedrito, por composições e por sua interpretação. Foi premiado em outros importantes festivais regionalistas, como a Califórnia da Canção Nativa e o Minuano da Canção. Além disso, conquistou, em 2001, o Troféu Revelação da Música Regional do Prêmio Açorianos.
Suas canções já foram interpretadas e gravadas por nomes como César Oliveira, Joca Martins, Luiz Marenco, e Sérgio Reis. É autor dos sucessos como “Morena”, “Por Bendizer-te”, “No Rastro da Gadaria”, “Enserenada”, além das parcerias musicais ao longo de sua carreira, onde destaca-se a parceria com Gujo Teixeira nos romances musicados, citando “Romance de Flor e Luna”, “Romance pra quem chega”, “Romance de outro Mariano”, etc.
Ao ser entrevistado pelo programa Fazendo Arte da Universidade Federal de Santa Maria, foi descrito como "um dos nomes da nossa música de maior expressão nos últimos anos. Suas canções são românticas e falam do cotidiano da vida campeira, temas que já conquistaram muitos prêmios em festivais no Estado". O padre Fábio de Melo, cantor de sucesso, que também gravou suas composições, assim falou do seu trabalho:
"Uma música tem o poder de nos fazer pensar, sentir. É a força da linguagem simbólica. É o impacto da beleza e seu desdobramento ético. A gente fica melhor depois que a beleza do mundo nos atinge. Foi o que aconteceu comigo depois que ouvi pela primeira vez os versos sensíveis e inteligentes do poeta e compositor gaúcho, Jairo Fernandes, o Lambari. Meus olhos teimam em beber distâncias. Na busca antiga de varar caminhos. Onde as porteiras não limitam sonhos. Nem são cativos os que são sozinhos. O poeta sabe das coisas".

## Discografia

### Álbuns de estúdio
- De flor e luna (2002)
- Buena vida (2004)
- Cena de campo (2011)

## Prêmios e indicações

### Prêmio Açorianos
| Ano  | Categoria                     | Indicação               | Resultado |
| ---- | ----------------------------- | ----------------------- | --------- |
| 2001 | Revelação de Música Regional  | Jairo Lambari Fernandes | Venceu    |
| 2001 | Compositor de Música Regional | Jairo Lambari Fernandes | Indicado  |
| 2011 | Compositor de Música Regional | Jairo Lambari Fernandes | Indicado  |